# Immediatesa imperial
La Reichsfreiheit o Reichsunmittelbarkeit (adjectius reichsfrei, reichsunmittelbar, de reichs, "Imperi", i freiheit, "llibertat") va ser un estatus feudal i polític privilegiat, una forma d'Estat que una ciutat, una entitat religiosa o un principat feudal podia assolir en el Sacre Imperi Romanogermànic. Reichsunmittelbarkeit es tradueix com a immediatesa imperial.
Una ciutat, abadia o territori reichsfrei estava sota l'autoritat directa de la Dieta Imperial sense senyors feudals que exercissin d'intermediaris. Els avantatges de les regions reichsfrei eren que tenien el dret de cobrar impostos i peatges per si mateixes, i tenien sistemes jurídics propis, la qual cosa arribava a incloure el dret del Blutgericht, l'"alta" justícia, que significava tenir un poder judicial que podia imposar com a sanció la pena capital (és a dir, la pena de mort).
La Reichfreiheit de facto corresponia a una autonomia de llarg abast o semiindependient.